# Forficula apennina

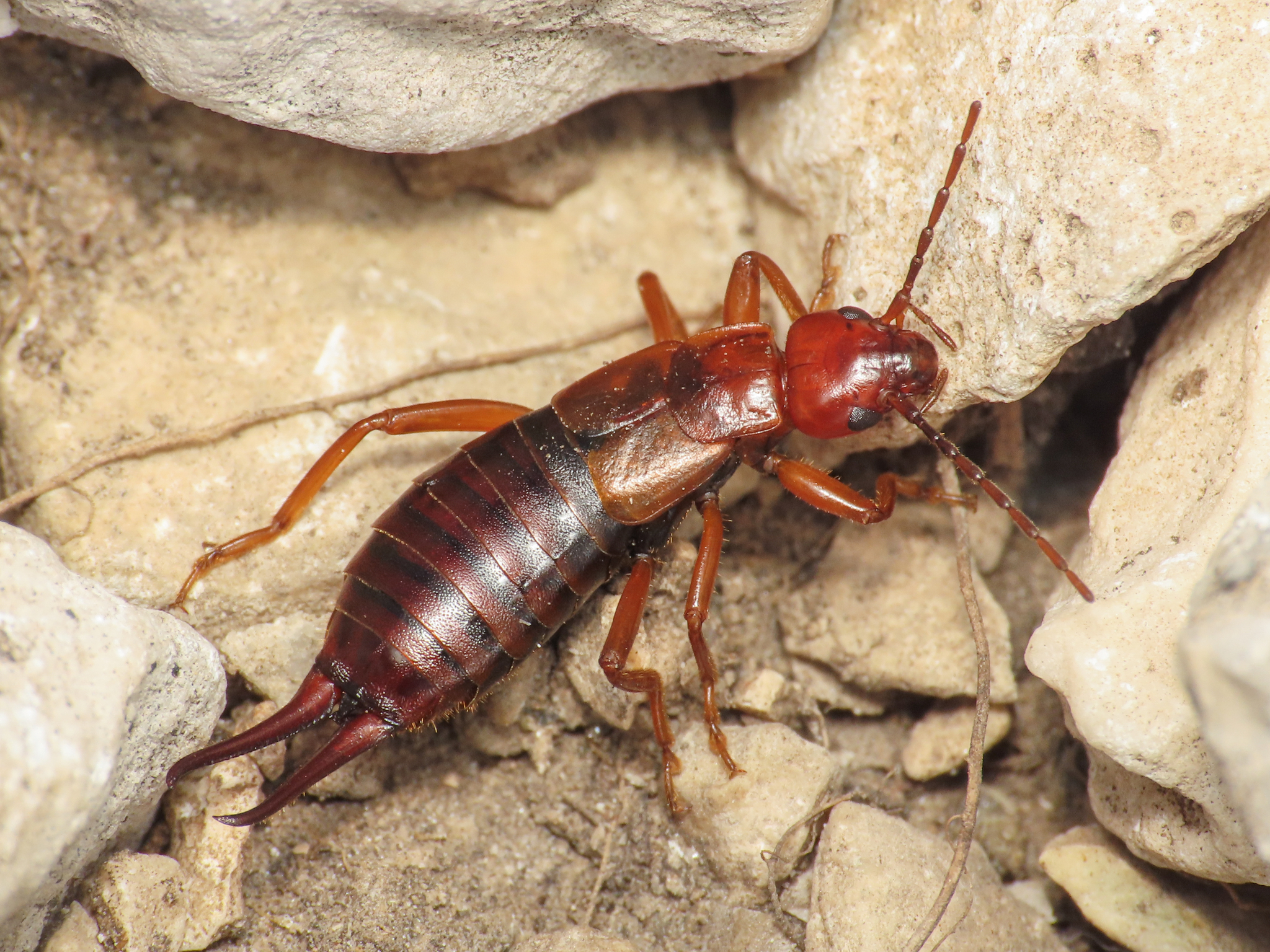
Weibchen

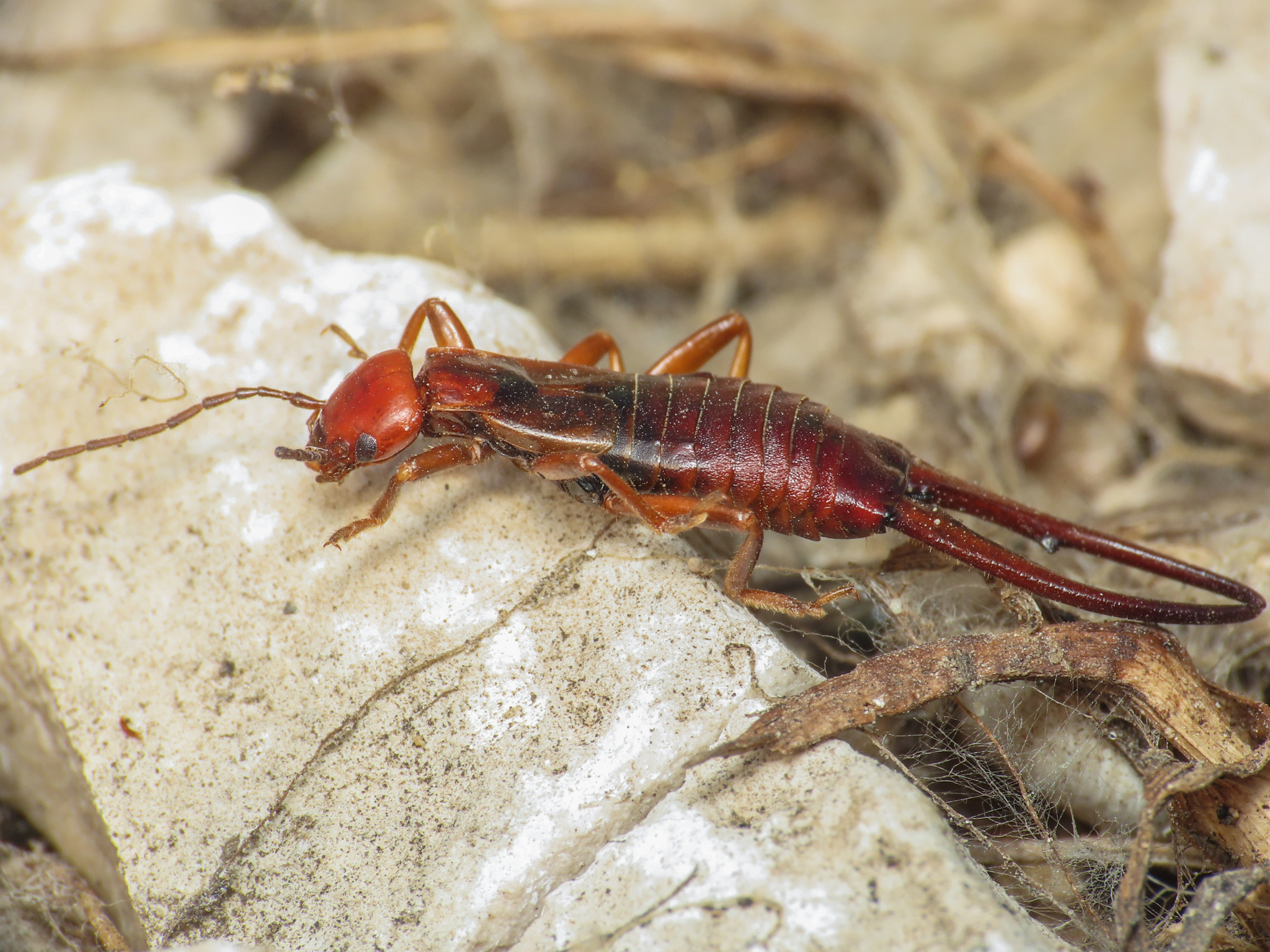
Männchen in Seitenansicht

Forficula apennina ist eine wenig erforschte Art der zu den Insekten gehörenden Ohrwürmer und lebt endemisch in den italienischen Apenninen. Hier lebt sie in alpinen Lagen und kann sogar auf Schneefeldern gefunden werden.

## Merkmale
Die Körperlänge einschließlich der Zange beträgt bei Männchen 13–21 mm und bei Weibchen 12–16 mm. Die Färbung ist dunkel rötlichbraun, die Antennen und Beine sind gelblichbraun oder seltener rötlichbraun oder gelb. Die Zange ist orange bis rot, aber der Lobus an der inneren Zangenbasis ist dunkel. Der Kopf ist heller gefärbt als Thorax und Abdomen und orangebraun. Die Cuticula von Kopf, Pronotum und Elytren ist lederartig und unbehaart, die Abdominaltergite sind punktiert. Der Kopf ist groß, prall und die postfrontalen und koronalen Nähte undeutlich. Der Hinterrand des Kopfes ist in der Mitte konkav. Die Augen sind klein und kürzer als die Länge des Kopfes hinter den Augen. Das erste Antennenglied ist kurz und apikal breit, es ist kürzer als der Abstand zwischen den Antennenbasen. Das Pronotum ist quer, die seitlichen Ränder sind mehr oder weniger gerade und parallel. Der Hinterrand des Pronotums ist konvex und die mittlere Längsfurche deutlich sichtbar. Die Elytren sind normal entwickelt, länger als das Pronotum und der Hinterrand zur Mitte hin schräg eingeschnitten. Hinterflügel fehlen. Das Abdomen ist groß, flach und die seitlichen Drüsenfalten auf dem dritten Tergit sind sehr klein, die auf dem vierten Tergit dagegen größer. Das letzte Tergit ist quer rechteckig, in der Mitte nahe dem Hinterrand eingedrückt und besitzt vier kleinere und stumpfe Tuberkel am Hinterrand. Das Pygidium ist klein, mehr oder weniger quadratisch und der Hinterrand konkav. Die Zange der Männchen ist untypisch für die Gattung Forficula. Sie besitzt nur eine sehr kurze Basis, an der innen kleine Loben sitzen. Dahinter ist sie gerade bis leicht gebogen und zum Ende hin stärker gebogen, so dass die Enden der beiden Zweige sich manchmal berühren. In der Mitte sitzt ventral an jedem Zweig ein deutlicher scharfer Zahn. Die männlichen Genitalien sind typisch für Forficula, die zentrale Paramerenplatte ist normal entwickelt und medial erweitert, die Virga innerhalb der Genitalloben ist kurz, die externen Parameren sind gut entwickelt. Die Weibchen ähneln den Männchen stark, aber die Zange ist gerade, an der Basis breiter und verjüngt sich in Richtung apikal gleichmäßig.

### Ähnliche Arten
In den gleichen Höhenlagen im Verbreitungsgebiet kommt keine andere Art der Ohrwürmer vor. Die weit verbreitete Forficula auricularia besitzt Hinterflügel, die ebenfalls in den Apenninen endemische Forficula silana eine deutlich andere Zangenform bei den Männchen, zudem unterscheidet sich die Färbung etwas. Sie gleicht überwiegend der Färbung von F. auricularia, vor allem die Elytren sind heller und anders geformt. Bei Pseudochelidura orsinii und Pseudochelidura galvagnii sind die Elytren und männlichen Zangen anders geformt. Die Chelidurella-Arten, wie Chelidurella caprai, besitzen keinen Zahn an der Zange und keine inneren Loben an der Zangenbasis, zudem sind bei ihnen die Elytren nur schuppenförmig ausgebildet.

## Verbreitung
Die Art lebt als Endemit in Italien. Bekannt ist sie aus den Regionen Abruzzen, Latium und Kalabrien. Die Terra typica wird von Henrik Steinmann mit Kalabrien angegeben. Die einzigen beiden eingetragenen Funde auf iNaturalist und GBIF befindet sich am Corno Grande, in der Provinz Teramo. Ein Fund, der in moderner wissenschaftlicher Literatur beschrieben wurde, befindet sich in der Nähe, in L’Aquila in der gleichnamigen Provinz L’Aquila. Beide Provinzen befinden sich in den Abruzzen. Das Art-Epitheton bezieht sich auf die Apenninen. Zwischen der Terra Typica und den modernen Funden liegt eine Verbreitungslücke. Entweder lebt die Art geographisch isoliert in zwei Teilarealen oder wurde dazwischen bisher noch nicht nachgewiesen. Ein italienisches Fachmagazin beschrieb die Art jedoch als strikt endemisch in den zentralen Apenninen, wo die Art im Gran Sasso d’Italia und in der Majella lebt. Möglicherweise ist die Terra typica also falsch angegeben.

## Lebensraum
Die Art lebt im Gebirge, in Höhenlagen von 2000 bis 2912 m. Der flache, große Körper sowie die fehlenden Hinterflügel sind Anpassungen an die windige und kalte Umgebung der hochmontanen Lagen. Als Glazialrelikt ist die Art von der globalen Erwärmung bedroht.

## Lebensweise
Die beiden Individuen auf iNaturalist wurden im Juli gefunden.
Die Art kann auch auf Schneeflächen angetroffen werden.
Individuen können in kleinen Kolonien unter Steinen gefunden werden, häufiger werden aber einzelne Individuen gefunden. Sie krabbeln auf den Schneefeldern umher, auf der Suche nach Beute.

## Taxonomie
Die Art wurde 1881 von Achille Costa erstbeschrieben. Es sind keine Synonyme bekannt.